# 박승주 (스피드스케이팅 선수)
박승주(朴承珠, 1990년 9월 15일~)은 대한민국의 여자 스피드 스케이팅 선수이다.
여동생 박승희는 쇼트트랙 선수이며, 막내 남동생 박세영도 쇼트트랙 선수로 활약하고 있다. 삼남매 모두 2014년 동계 올림픽 국가대표팀에 선발됐다.

## 학력
- 서현고등학교
- 단국대학교 스포츠학과

## 수상
- 2014 제95회 전국동계체육대회 여자대학부 빙상스피드 500m 금메달
- 2013 제26회 트렌티노 동계유니버시아드 스피드스케이팅 여자 500m 은메달
- 2013 제94회 전국동계체육대회 여자대학부 빙상스피드 500m 금메달
- 2012 제53회 전국남녀 종목별 스피드스케이팅 선수권대회 여자 1000m 3위
- 2012 제93회 전국동계체육대회 여자대학부 빙상스피드 1000m 금메달
- 2012 제93회 전국동계체육대회 여자대학부 빙상스피드 500m 금메달
- 2012 제93회 전국동계체육대회 여자대학부 빙상스피드 6주 금메달
- 2011 제92회 전국동계체육대회 여자일반부 빙상스피드 500m 은메달
- 2011 제92회 전국동계체육대회 여자일반부 빙상스피드 1500m 은메달
- 2010 제91회 전국동계체육대회 여자일반부 빙상스피드 1500m 동메달
- 2006 제87회 전국동계체육대회 여자중학부 빙상스피드 1000m 금메달
- 2006 제87회 전국동계체육대회 여자중학부 빙상스피드 1500m 금메달